# Minjee Lee
Minjee Lee (Perth, 27 mei 1996) is een Australische golfprofessional. Ze debuteerde in 2015 op de LPGA Tour.

## Loopbaan
In begin de jaren 2010 won Lee bij de amateurs enkele golftoernooien waaronder twee keer het Australian Women's Amateur Championship. Nadat ze met het Australische golfteam deelnam aan de Espirito Santo Trophy en tevens het toernooi won, werd ze golfprofessional. In 2014 won ze als amateur het Oates Victorian Open, een professionele golftoernooi van de ALPG Tour.
In 2014 nam ze deel aan de LPGA Final Qualifying Tournament en kreeg een speelkaart voor de LPGA Tour. In 2015 maakte ze haar debuut op de LPGA Tour. Op 18 mei 2015 behaalde ze haar eerste LPGA-zege door het Kingsmill Championship te winnen.

## Prestaties

### Amateur
- 2011: Handa Junior Masters, Western Australia Women's Amateur, Singapore Ladies Amateur, Srixon International Junior Classic, Tasmanian Stroke Play Championship
- 2012: U.S. Girls' Junior, Tasmanian Stroke Play Championship
- 2013: Australian Women's Amateur, Western Australia Women's Amateur, Rene Erichsen Salver, Australian Girls' Amateur, Dunes Medal
- 2014: Australian Women's Amateur

### Professional
LPGA Tour
| Nr. | Datum       | Toernooi               | Score           | Score | Info |
| --- | ----------- | ---------------------- | --------------- | ----- | ---- |
| 1   | 18 mei 2015 | Kingsmill Championship | 68-67-69-65=269 | –15   |      |

ALPG Tour
| Nr. | Datum            | Toernooi             | Score | Score | Info            |
| --- | ---------------- | -------------------- | ----- | ----- | --------------- |
| 1   | 23 februari 2014 | Oates Victorian Open | 279   | –16   | Als een amateur |

## Teamcompetities
Amateur
- Espirito Santo Trophy ( AUS): 2014 (winnaars)

Professional
- International Crown ( AUS): 2014 (als amateur)